# 人民大会 (乌拉圭)

人民团结标志

人民大会（西班牙語：Asamblea Popular）是乌拉圭的一个泛左翼政党，成立于2006年4月21日。该党得到三月二十六日运动、乌拉圭革命共产党、乌拉圭人文主义党等政党的支持。它的意识形态为反帝国主义、反资本主义、社会主义、共产主义。它的总部位于蒙得维的亚。2013年，在人民大会的基础上组建政党联盟人民团结。